# Matěj Švancer
Matěj Švancer (født 26. marts 2004) er en tjekkisk-østrigsk freestyle-skiløber. Han konkurrerer i Slopestyle og Big Air.
Han repræsenterede Østrig ved Vinter-OL i Beijing i 2022 og fik en 8. plads i Slopestyle og en 26. plads i Big Air.
Ved Ungdomsvinterolympiske lege i 2020 vandt han guld i Big Air - her stillede han op under tjekkisk flag. På pigesiden var det Eileen Gu, der vandt guld i Ski Big Air.
Han deltog ved X Games for første gang ved X Games Aspen i 2022 og året efter blev han nr. 2 i Knuckle Huck ved X Games Aspen 2023 - en konkurrence, der blev vundet af Jesper Tjäder, mens Colby Stevenson tog bronze.
Švancer er sponsoreret af Red Bull.